# Källstorp, Trollhättan

Källstorp är en stadsdel i Trollhättan, på västra sidan av Göta älv, som präglas av småskalig och ganska spridd bebyggelse.
Närmast älven finns äldre bebyggelse: Industriområdet där Stridsberg & Biörck en gång huserade, samt några äldre tjänstebostäder och ett par av stadens pampigaste direktörsvillor. 
Längre in från älven ligger dels ett hyreshusområde från slutet av 1970-talet, dels några villaområden från 1980- och 1990-talet. 
Ytterligare bostadskvarter är planerade, och invånarantalet är för närvarande [när?] cirka 600.
I Källstorp ligger bland annat bostadsområdet Paradiset med skolan Paradisskolan.
Källstorp är ett av Trollhättans mest populåra bostadsområden, både nära centrum och naturen.